# Bonaventure Laurens

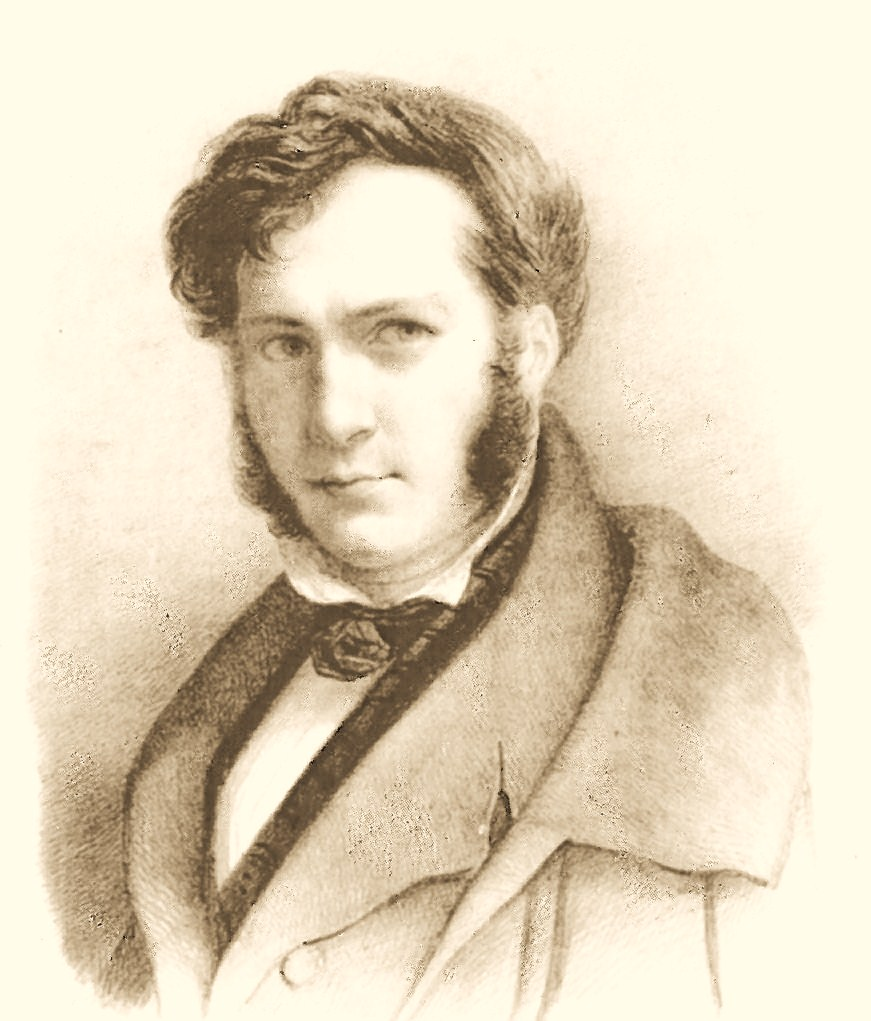
Selbstporträt Jean-Joseph Bonaventure Laurens

Jean-Joseph Bonaventure Laurens (* 14. Juli 1801 in Carpentras; † 29. Juni 1890 in Montpellier) war ein französischer Maler. Er betätigte sich auch als Schriftsteller, Musiker, Geologe, Botaniker und Archäologe.

## Leben
Als Maler schuf er vor allem Aquarelle und Lithografien. Im September und Oktober 1839 reiste Laurens nach Mallorca und fertigte dort eine Vielzahl von Zeichnungen und Bildern an. Im Jahr 1840 veröffentlichte er das Buch Souvenirs d’un voyage d’art à l’île de Majorque (Erinnerungen einer Kunstreise nach Mallorca) mit 55 zweifarbigen Lithografien. Das Buch inspirierte die Schriftstellerin George Sand ihre eigenen Mallorcaerlebnisse in dem bekannten Werk Ein Winter auf Mallorca zu veröffentlichen.
1845 gründete er mit François-Joseph Fétis, Stéphen Morelot und Félix Danjou die Revue de la musique religieuse, populaire et classique.
Zu seinen bekanntesten Bildern gehören Porträts von Robert Schumann und dem 20-jährigen Johannes Brahms (1853).

## Veröffentlichungen
- Monographie monumentale relative département de l’Hérault (Text von Jules Renouvier). Montpellier 1830.
- Souvenirs d’un voyage d’art à l’île de Majorque. Arthur Bertrand, Paris 1840.
- Théorie du Beau pittoresque démontrée dans ses applications à la composition, au clair-obscur, à la couleur et à l’interprétation de la nature par l’art. Sevalle, Montpellier 1849.
- Essai sur la théorie du Beau pittoresque. In: Mémoires de l’Académie des Sciences et Lettres de Montpellier, section Lettres Bd. 1, 1854, S. 119–182.
- Etudes théoriques et pratiques sur le Beau pittoresque dans les arts de dessin. Paulin et Lechevalier, Paris 1856.
- Etudes sur les arts en Allemagne. In: L’Illustration Nr. 572 (1854), Nr. 620, 634, 647 (1855).
- Fabrication de l’alcool avec la racine d’asphodèle. In: L’Illustration Nr. 626, 24. Februar 1855, S. 128.
- Album du chemin de fer de Lyon à la Méditerranée. 5 Bände, Paris, Avignon, Montpellier 1857–1871.
- Instruction sur le procédé de peinture appelé aquarelle. Deforge libraire, Paris 1858; 2. Auflage 1882.
- Album des Dames. J. J. Hetzel, Paris 1864.
- Etudes théoriques et pratiques sur le Beau pittoresque (3ème édition). Morel et Cie, Paris 1876.
- Le Jardin des plantes de Montpellier. In: Notices illustrées sur les principaux monuments de Montpellier. Best, Paris 1885, S. 11–16.